# Вестгаузен (Остальб)
Вестгаузен (нім. Westhausen) — громада в Німеччині, знаходиться в землі Баден-Вюртемберг. Підпорядковується адміністративному округу Штутгарт. Входить до складу району Східний Альб.
Площа — 38,47 км2. Населення становить 6129 ос. (станом на 31 грудня 2020).